# A State of Trance 2011
A State of Trance 2011 je osmá kompilace trancové hudby od různých autorů v sérii A State of Trance, kterou poskládal a zamixoval nizozemský DJ Armin van Buuren.

## Seznam skladeb
- Disk 1: On the Beach

1. Triple A – Winter Stayed (Armin van Buuren’s On the Beach Intro Mix) (4:10)
2. The Blizzard & Omnia – My Inner Island (3:43)
3. Mike Shiver vs Matias Lehtola – Slacker (4:10)
4. Dreas vs Alex Robert – Mormugao (Alex Robert 2011 Mix) (3:37)
5. Anhken – Always Look Back (4:29)
6. Nuera – Green Cape Sunset (3:06)
7. Rex Mundi – Sandstone (4:44)
8. Robert Nickson & Thomas Datt – Godless (Protoculture Remix) (4:38)
9. Bobina – Lamento Sentimental (3:38)
10. Mark Otten – Libertine (4:05)
11. Max Graham feat. Neev Kennedy – So Caught Up (4:42)
12. Ashley Wallbridge – Moonlight Sonata (4:25)
13. Beat Service feat. Cathy Burton – When Tomorrow Never Comes (3:55)
14. Arty & Mat Zo – Rebound (2:43)

- Disk 2: In the Club

1. Ron Hagen & Al Exander – Now Is The Time (Armin van Buuren’s Intro Edit) (3:50)
2. Super8 & Tab feat. Julie Thompson – My Enemy (Rank 1 Remix) (4:59)
3. Shogun – Skyfire (4:10)
4. John O’Callaghan & Timmy & Tommy – Talk To Me (Ørjan Nilsen Trance Mix) (3:47)
5. Armin van Buuren presents Gaia – Status Excessu D (ASOT 500 Theme) (4:00)
6. Mark Eteson – Blackboard (Jon O’Bir Remix) (4:00)
7. Daniel Kandi & Phillip Alpha – If It Ain’t Broke (4:59)
8. Andrew Rayel – Aether (7:51)
9. Ørjan Nilsen – Between The Rays (3:57)
10. Armin van Buuren feat. Winter Kills – Take A Moment (Alex M.O.R.P.H. Remix) (4:03)
11. Lost World – Stargazer (3:48)
12. Aly & Fila feat. Jwaydan – We Control The Sunlight (3:46)
13. Juventa – Dionysia (4:27)
14. Bjorn Akesson – Painting Pyramids (4:19)
15. Laura Jansen – Use Somebody (Armin van Buuren Rework) (8:35)